# Salzachbrücke (Burghausen–Wanghausen)
Die Salzachbrücke Burghausen–Wanghausen ist eine internationale Straßenbrücke über die Salzach. Sie verbindet die bayerische Stadt Burghausen (Landkreis Altötting) mit dem oberösterreichischen Ort Wanghausen (Gemeinde Hochburg-Ach im Oberen Innviertel). Sie ist eine von derzeit fünf Salzachbrücken zwischen Bayern und Österreich.

## Geschichte, Lage und Konstruktion
Die ortsüblich Grenzbrücke oder Neue Salzachbrücke sowie von österreichischer Seite amtlich Salzachbrücke Ach-Burghausen
genannte Verbindung wurde in den Jahren 1960/1961 als Entlastung der Alten Salzachbrücke zwischen der Altstadt von Burghausen und der ebenfalls zu Hochburg-Ach gehörenden Ortschaft Ach an der Salzach  errichtet.
Das Bauwerk verbindet die deutsche Staatsstraße 2357 Tittmoninger Straße mit der oberösterreichischen L 501 Weilhart Landesstraße.
Die Brücke steht auf österreichischer Seite am östlichen Ortsende von Wanghausen und auf deutscher Seite südwestlich der Burghauser Altstadt. Sie ist als vorgespannte Hohlkastenbrücke mit vier Feldern gestaltet. Ihre Länge beträgt 206,50 m, wovon sich 63,9 % (131,95 m) auf österreichischem Boden und 36,1 % (74,55 m) auf bayerischem Gebiet befinden. Die Längen der vier Einzelstützweiten betragen 45,25 m, 60,45 m, 54,30 m und 42,50 m; die Fahrbreite der Brücke liegt bei 7,50 m.
Die Brücke überspannt die Salzach und zusätzlich auf österreichischer Seite eine Gemeindestraße und ein Grundstück sowie beiderseits des Flusses einen diesen begleitenden Geh- und Radweg. Auf österreichischer Seite ist dies gleichzeitig der Tauernradweg.
Die deutschen und österreichischen Grenzkontrollen an der Brücke wurden ab 1970 allein auf Burghauser Seite durchgeführt, der Grenzübergang wird in den Gesetzestexten als Burghausen – Neue Brücke (Österreich) bzw. Burghausen – Neue Salzachbrücke (Deutschland) bezeichnet. Das heute noch bestehende Grenzkontrollgebäude dient nach Aufhebung der ständigen Grenzkontrollen seit 2007 als Kunsthaus Altes Zollamt, das von einer Burghauser Gruppe bildender Künstler genützt wird.
Im Jahr 2005 befuhren die Brücke rund 6260 Fahrzeuge täglich, wobei der Schwerverkehr rund 4,4 % ausmachte.
Im Sommer 2008 wurden an der Brücke umfangreiche Sanierungsarbeiten an Fahrbahn, Gehwegen und Geländer durchgeführt. Die Kosten beliefen sich auf rund 1 Mio. Euro und wurden von den Erhaltern, dem Land Oberösterreich und dem Freistaat Bayern, anteilig aufgebracht. Die Kosten für die Beleuchtung der Brücke wurden von den beiden anliegenden Gemeinden getragen. Die Brücke blieb während der rund drei Monate dauernden Arbeiten für den Fußgängerverkehr frei.

## Trivia
Über die Brücke führt der seit 2001 jährlich in Burghausen und Ach durchgeführte Brückenlauf, ein Volkslauf zu karitativen Zwecken.

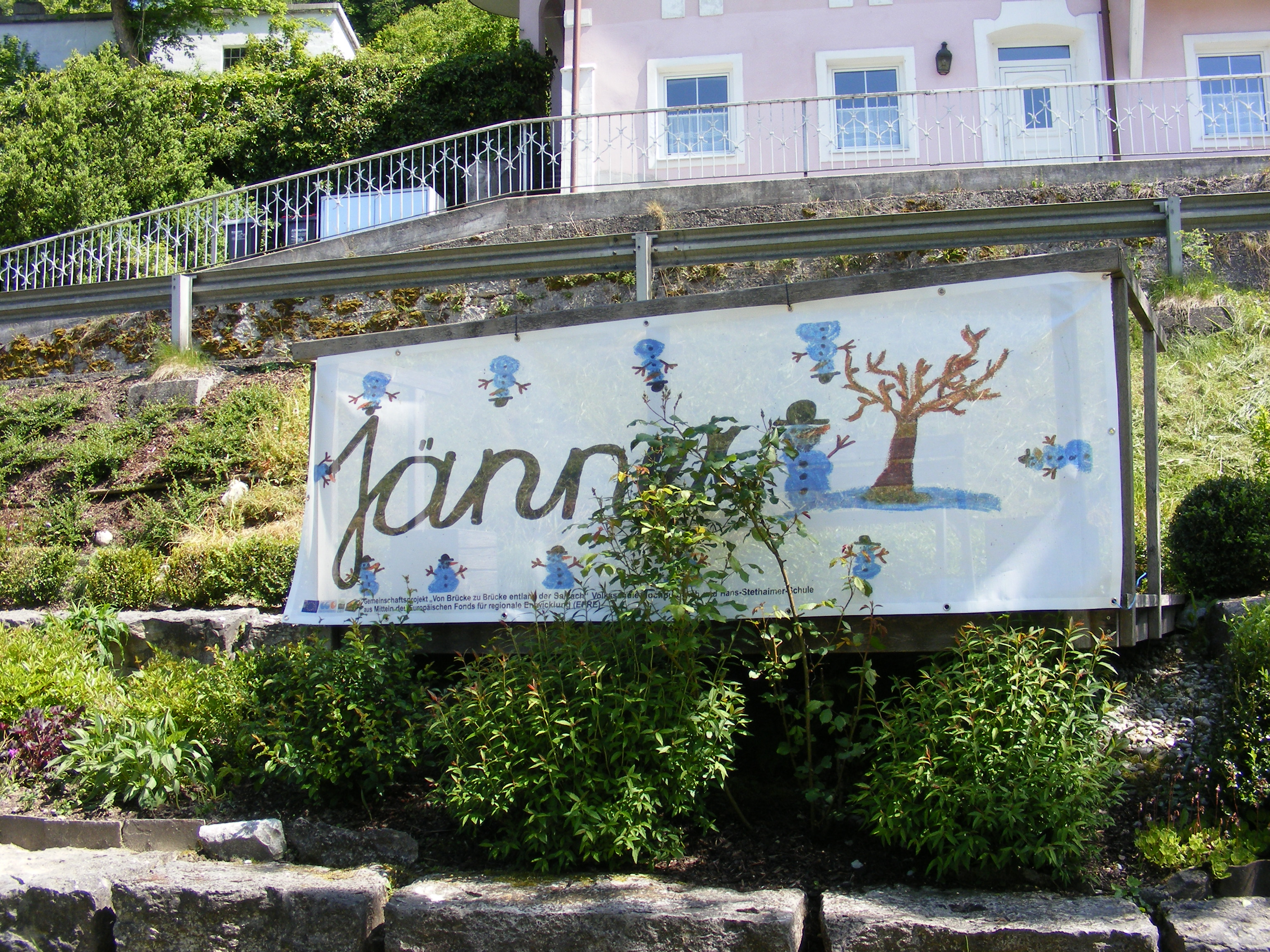
Transparent des Grundschulprojekts Von Brücke zu Brücke im Mai 2012

Die Brücke war 2012 zusammen mit der zweiten Brücke zwischen Burghausen und Hochburg-Ach Namensmotiv für ein Grundschulprojekt auf beiden Seiten der Salzach. „Von Brücke zu Brücke“ war der Titel einer gemeinsamen Aktion der Volksschule Hochburg-Ach und der Hans-Stethaimer-Schule in Burghausen, bei dem auf beiden Seiten der Salzach Transparente mit den deutschen und österreichischen Bezeichnungen für dieselbe Sache angebracht wurden (wie etwa Aprikose – Marille, Quark – Topfen usw.).

## Nachweise
- Land Oberösterreich/Brücken- und Tunnelbau, Freistaat Bayern/Staatliches Bauamt Traunstein: Presseinformation betreffend die Generalinstandsetzung der Salzachbrücke (Grenzbrücke),  online auf www.stbats.bayern.de, abgerufen am 2. August 2015.

1. ↑  Neben dieser Bezeichnung sind auch andere, ähnliche Namen anzutreffen. Die Benennungen der Brücke sind auch in amtlichen Dokumenten und Mitteilungen uneinheitlich. Grundsätzlich wird dieser Bau als neue Brücke der alten Salzachbrücke in Ach an der Salzach gegenübergestellt.
2. ↑  Neben dieser Bezeichnung sind auch andere, ähnliche Namen anzutreffen. Die Benennungen der Brücke sind auch in amtlichen Dokumenten und Mitteilungen uneinheitlich. Grundsätzlich wird dieser Bau als neue Brücke der alten Salzachbrücke in Ach an der Salzach gegenübergestellt.
3. ↑  So die Bezeichnung im amtlichen Digitalen Oberösterreichischen Raum-Informationssystem (DORIS) Layer Brücken (abgerufen am 3. August 2015). Der Ort Wanghausen gehört zur Katastralgemeinde Ach. Eine zweite Brücke von Burghausen in die Ortschaft Ach an der Salzach (Salzachbrücke Burghausen–Ach), die ortsüblich unter dem Namen Alte Salzachbrücke bekannt ist, wird in Österreich amtlicherseits als Kleine Salzachbrücke bezeichnet.
4. ↑  Exakt handelt es sich um die L 501b Weilhart Landesstraße – Straßenast Neue Grenzbrücke Straße. Vgl. Digitales Oberösterreichisches Rauminformationssystem (DORIS) Layer Brücken, abgerufen am 3. August 2015.
5. ↑  Alle Längenangaben lt. Salzachbrücke in Hochburg-Ach wird generalsaniert, in: Land Oberösterreich: Landeskorrespondenz Nr. 66 vom 18. März 2008; abgerufen am 6. August 2015.
6. ↑  Vgl. die entsprechenden deutschen und österreichischen Rechtsvorschriften aus dem Jahr 1970 (BGBl. II S. 149 und BGBl. Nr. 193/1987).
7. ↑  Vgl. www.kuenstlergruppe-dieburg.de, abgerufen am 8. Oktober 2017.
8. ↑  Vgl. dazu Wenn die Aprikose zur Marille wird, Burghauser Anzeiger vom 7. Mai 2012, abgerufen am 22. Februar 2016.